# Xinzhuang (métro de Shanghai)
Xinzhuang (en chinois : 莘庄) est une station du métro de Shanghai, terminus sud de la ligne 1 et terminus nord de la ligne 5.

## Situation sur le réseau

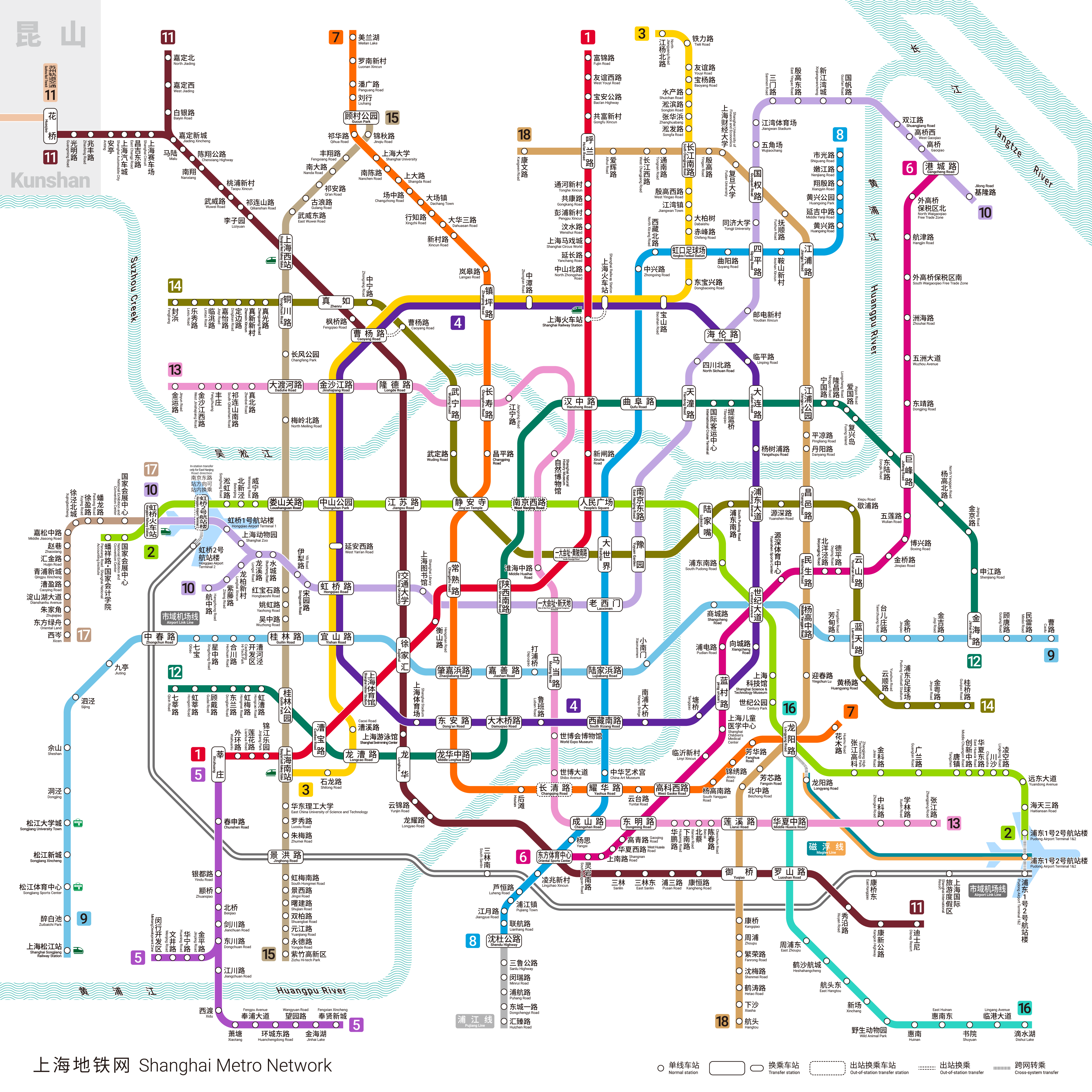
Plan 2021 du métro de Shanghai.

La station Xinzhuang comporte : la station terminus sud de la ligne 1 du métro de Shanghai, située après la station Rue Waihuan (en), en direction du terminus Rue Fujin, et la station terminus nord de la ligne 5 du métro de Shanghai, située avant la station Rue Chunshen (en), en direction du terminus de la branche Fengxian Xincheng (en) ou du terminus de la branche Zone de développement de Minhang (en).

## Histoire
La station terminus Xinzhuang est mise en service le 28 décembre 1996, lors de l'ouverture à l'exploitation de la deuxième section, longue de 5,3 km et comportant trois stations, de la ligne 1 du métro de Shanghai,.
Elle devient un terminus de la ligne 5 du métro de Shanghai, le 25 novembre 2003, lors de l'ouverture à l'exploitation, des 16,6 km en aérien, de la première section entre Xinzhuang et la station Zone de développement de Minhang (en).
En 2014, débute le chantier pour une restructuration de la station, qui est prévu pour être réalisé en laissant la station ouverte. Cela veut dire qu'il faut réaliser des structures provisoires avant les démolitions. Le bâtiment principal est détruit totalement en juillet 2017. Le chantier est toujours en cours, il est prévu qu'il soit achevé en 2022.

chantier de restructuration
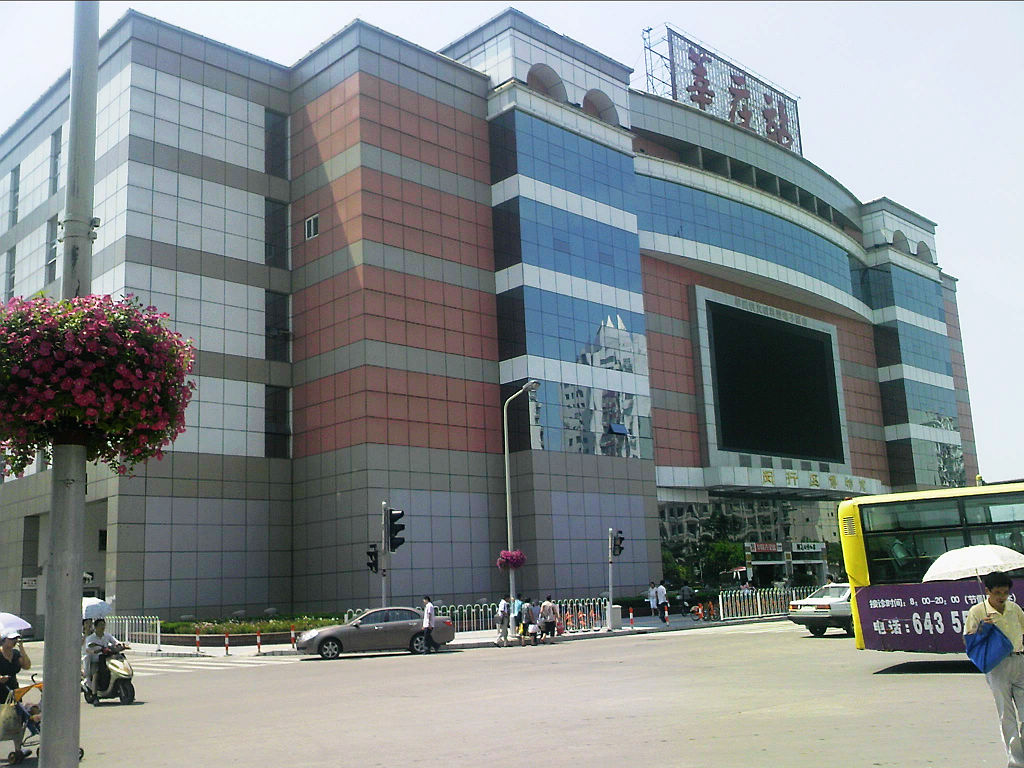
Bâtiment d'origine.
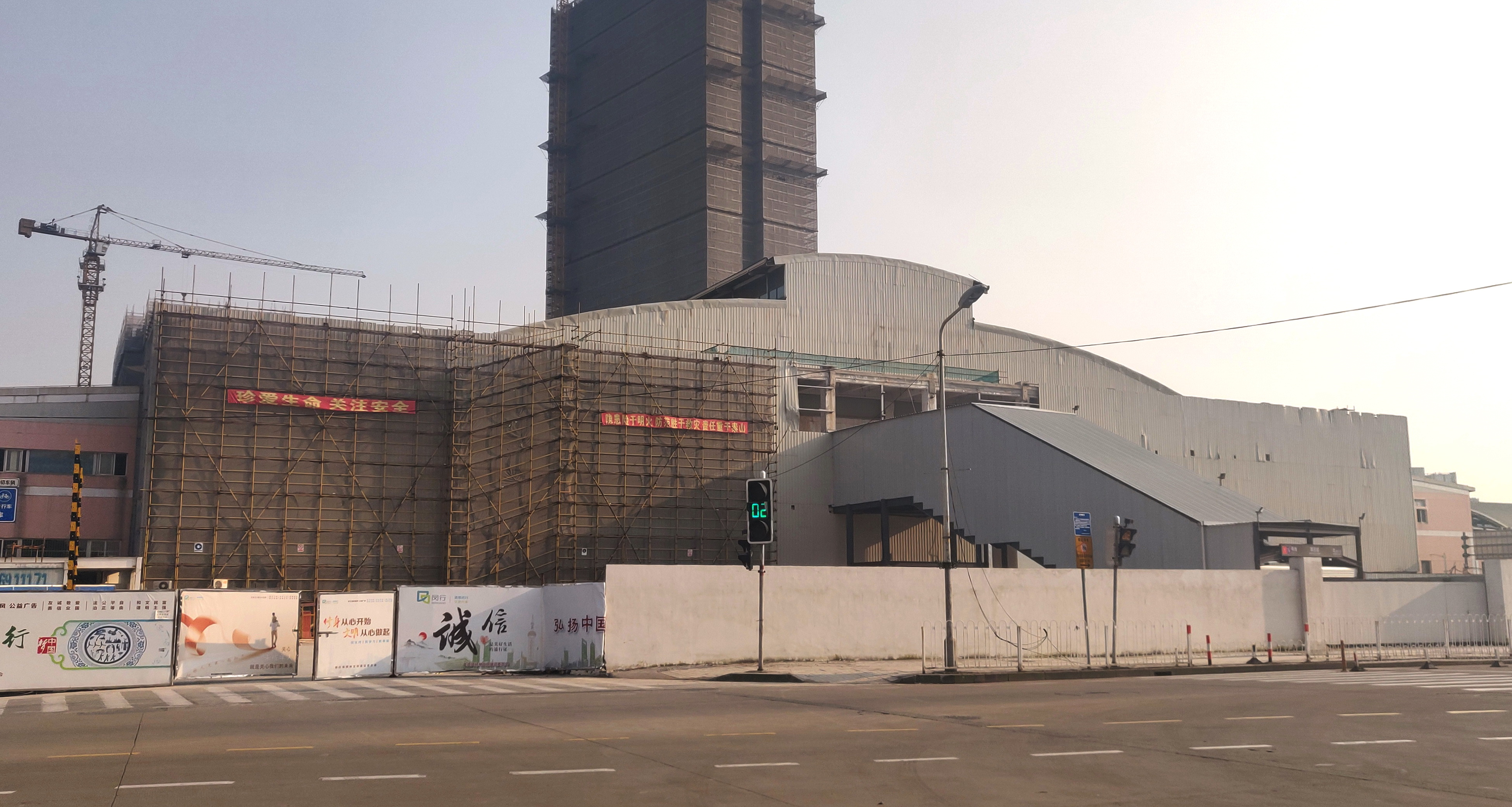
L'emplacement après sa démolition.
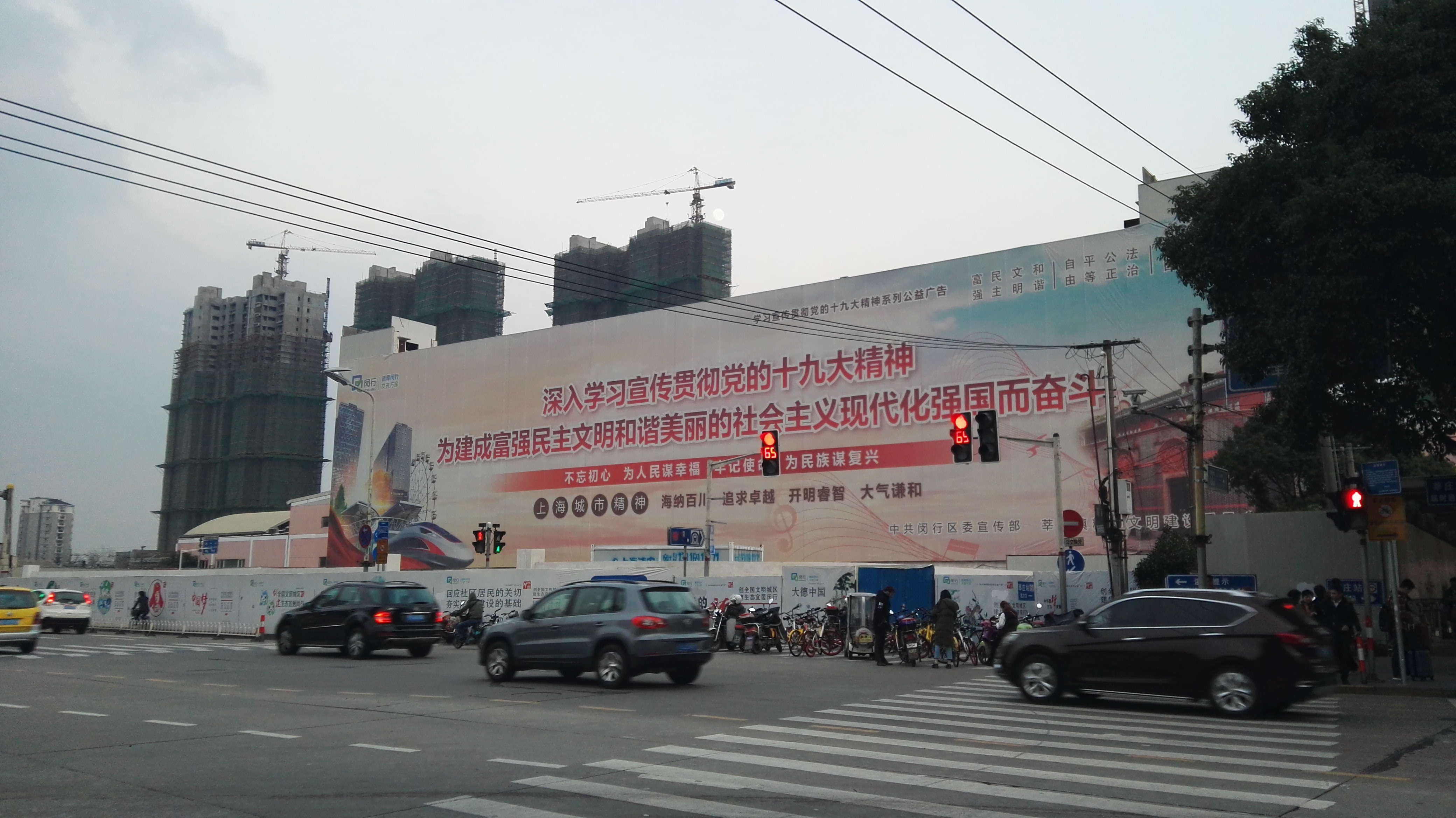
Habillage du chantier.

## Services aux voyageurs

### Accès et accueil
Il y a trois accès, deux au nord et un au sud. Elle dispose d'un grand hall d'accueil situé au niveau supérieur, au-dessus des deux voies encadrées de deux quais latéraux de la ligne 1 et de la situation identique de la ligne 5. L'accès aux quais s'effectue par des escaliers mécaniques et des ascenseurs qui relient le hall, au niveau supérieur, et les quais, au rez-de-chaussée, équipés de portes palières. Les passages d'un quai à l'autre, pour les stations L1 et L5, s'effectuent en repassant par le hall situé au dessus. Il faut également rejoindre le hall pour passer d'un quai de la ligne 1 à un quai de la ligne 5.

Vue panoramique du hall de la gare en 2018.

### Desserte

Installations et desserte
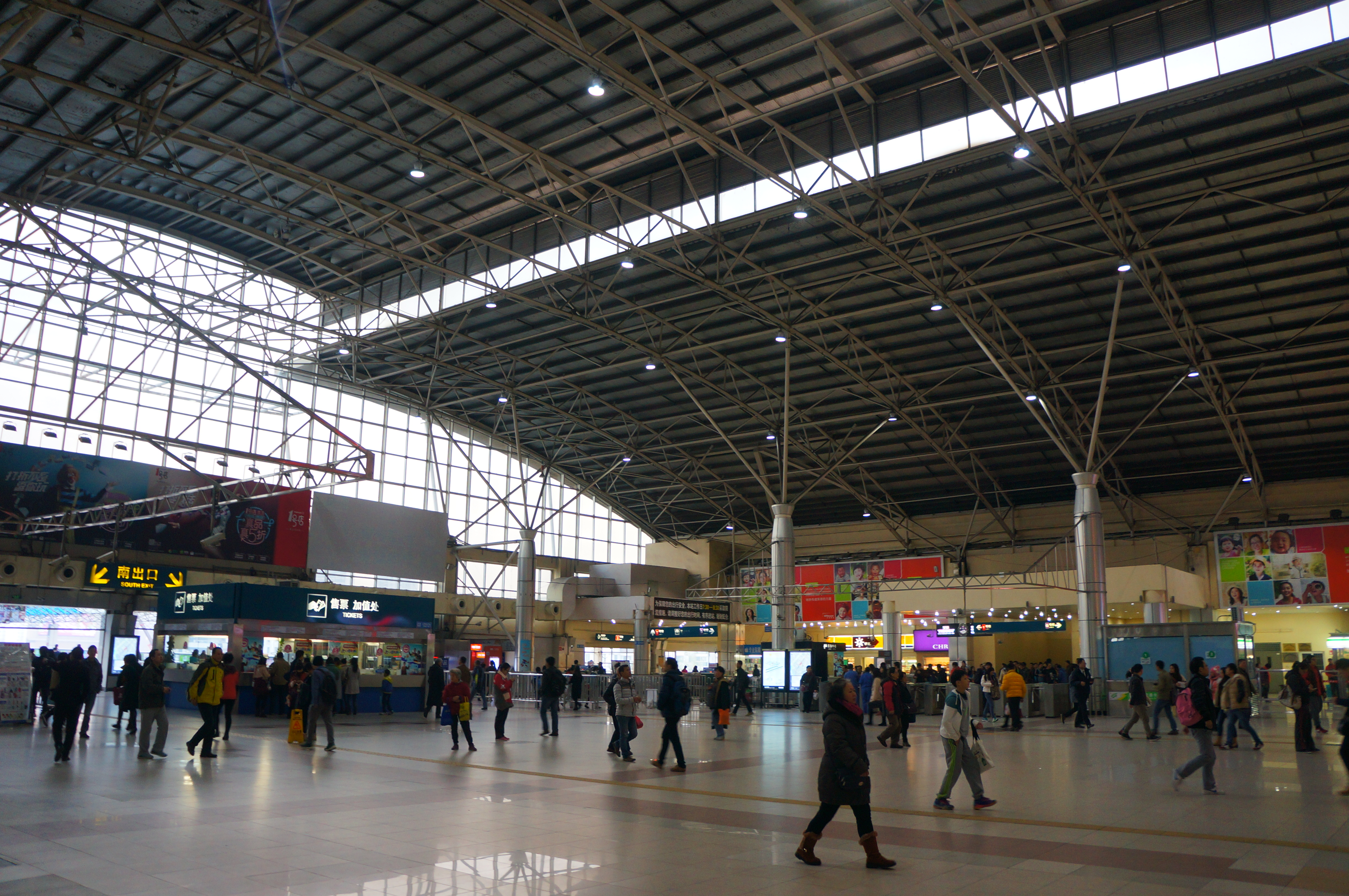
Hall.
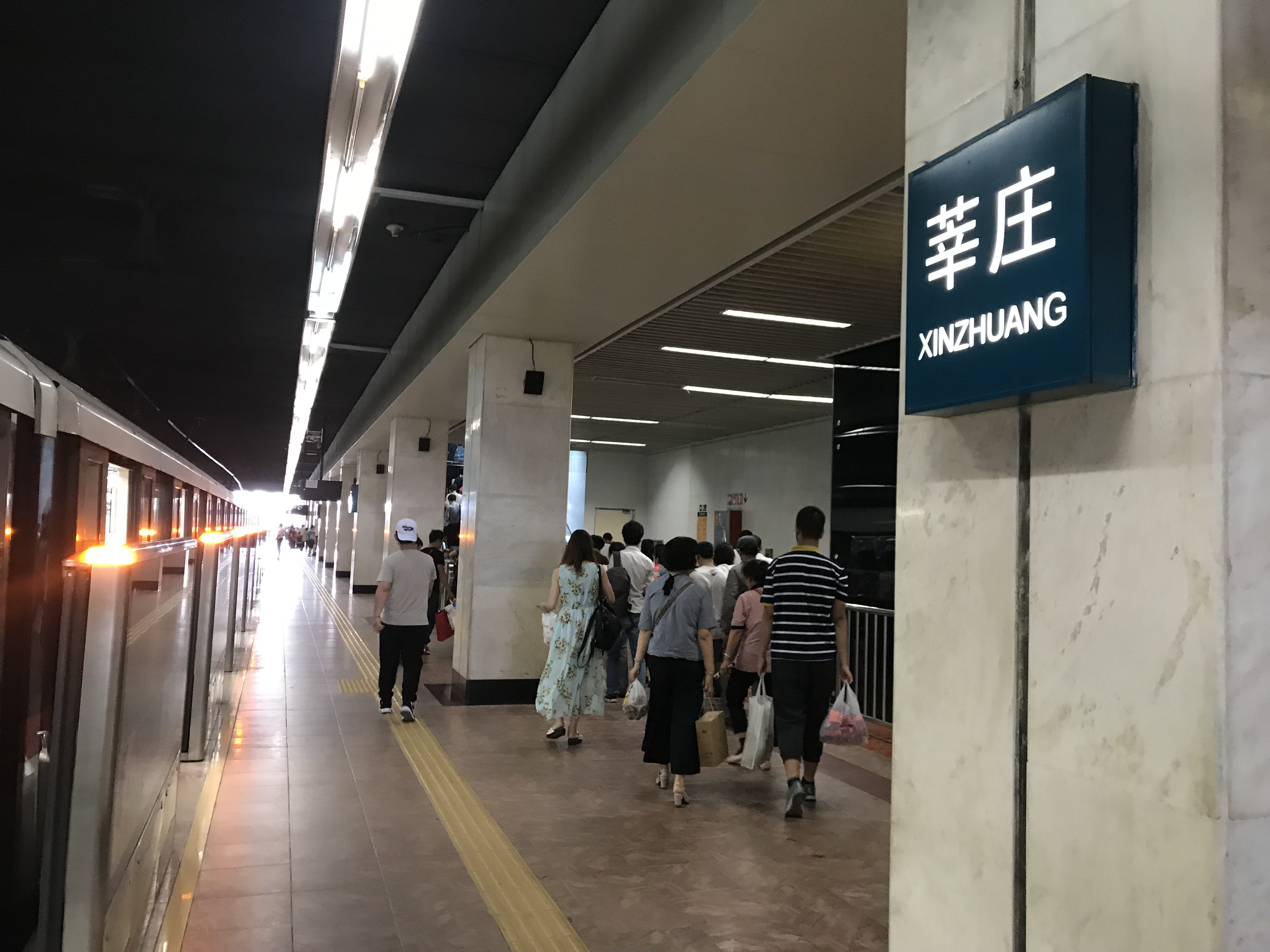
L1.
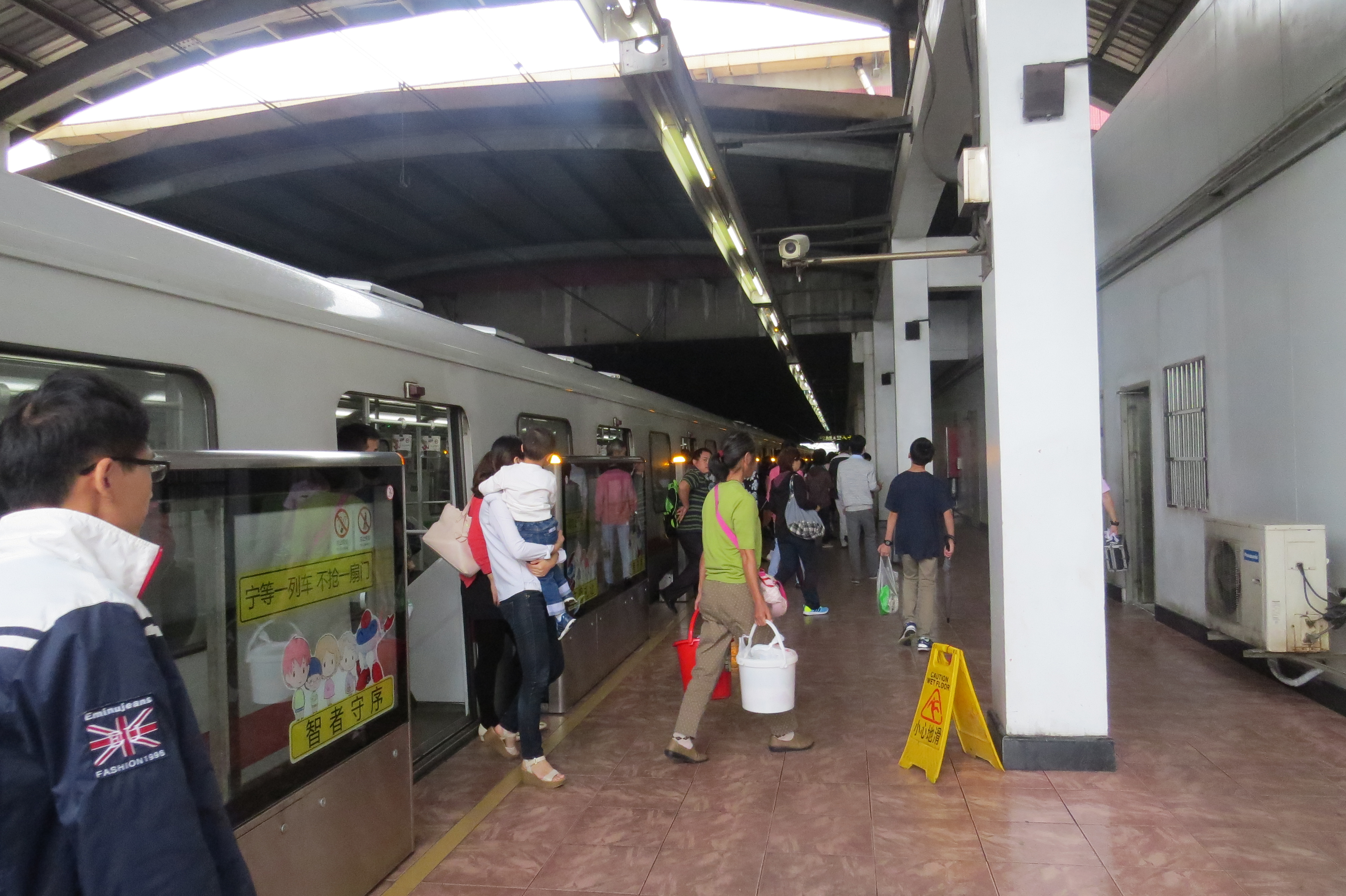
L1.

### Intermodalité
À proximité de la station, des arrêts sont desservis par de nombreuses lignes de bus.

## À proximité
- Xincheng Central Park